# コルギス (エルジギン部)
コルギス（モンゴル語: Körgis、1236年 - 1301年）は、13世紀末から14世紀初頭にかけてモンゴル帝国（大元ウルス）に仕えた将軍の一人。コンギラト部の一派、エルジギン部の出身であった。『元史』などの漢文史料では闊里吉思(kuòlǐjísī)と表記される。

## 概要
コルギスの曽祖父のバス・ブカはチンギス・カンに仕えて主に西方遠征に活躍した人物で、ナイマン・キプチャク・オロス（ルーシ）・マジャール・サルタウル（イスラム国家）諸国の攻略に功績を挙げた。これらの諸国との戦いでは常に先鋒を務めて活躍したため、賞賛を受けて虎符を与えられたという。その後バス・ブカは活躍の場を華北に移して豊州・雲州などの攻略に貢献し、以後その子孫は東方で活躍するようになった。
コルギスははじめクビライのケシクテイ（親衛隊）に仕えてバウルチとなり、至元25年（1288年）には朝列大夫・司農少卿に任じられた。その後、栄禄大夫・行湖広行省平章に転任となり、海南島の反乱分子を討伐した。至元26年（1289年）には平定を終え、朝廷に帰還して報償として玉束帯・金銀・幣帛・弓矢・甲冑を下賜された。
至元31年（1294年）にテムルがオルジェイトゥ・カアンとして即位すると入見し、海東青鶻・白鶻を与えられた。大徳2年（1298年）には福建行省平章に任じられ、福建道宣慰使・都元帥を経て征東行省平章政事に転任となった。当時、征東行省の治所があった高麗は政治と刑法が放漫であり、冗官の人数が多いことに対して良民は少ないなどの弊害が激しかった。ゴルギスはこれを是正するため、奴婢法の改革により良民を拡充することを勧めたが、国俗をむやみに変えることはできないという高麗側の反発にぶつかって頓挫した。
大徳5年（1301年）、再び湖広行省平章とされたが、病のため大都に戻った。そこで改めて雲南諸路行中書省左丞相に任じられたが、まもなく66歳で亡くなった。死後、息子のオルジェイ（完沢）が跡を継いだ。